# John Kahrs
John Kahrs (1968) é um animador e cineasta americano. Como reconhecimento, venceu, no Oscar 2013, a categoria de Melhor Animação em Curta-metragem por Paperman.
Kahrs frequentou a Universidade NSCAD, graduando-se como Bacharel em Belas Artes em 1990. Começou sua carreira na Blue Sky Studios em Nova Iorque, onde trabalhou como animador entre 1990 e 1997. Mais tarde, mudou-se para a Pixar, onde trabalhou em filmes como Vida de Inseto, Os Incríveis e Ratatouille. Depois de dez anos na Pixar, mudou-se para a Disney, onde animou Bolt - Supercão, Detona Ralph e Frozen - Uma Aventura Congelante, e foi supervisor de animação em Enrolados.
Em agosto de 2013, ele deixou a Walt Disney Animation Studios para desenvolver seus próprios projetos. Em janeiro de 2014, foi anunciado que ele dirigiria para a Paramount Animation o filme de animação Shedd. Em 2020, ele codirigiu A Caminho da Lua com Glen Keane. O filme foi indicado ao Oscar de Melhor Filme de Animação no ano seguinte, mas perdeu para Soul.

## Filmography
| Ano  | Título                           | Diretor | Animador | Dublador | Papel  | Notas                               |
| ---- | -------------------------------- | ------- | -------- | -------- | ------ | ----------------------------------- |
| 1998 | Vida de Inseto                   |         | Sim      |          |        |                                     |
| 1999 | Toy Story 2                      |         | Sim      |          |        |                                     |
| 2001 | Monstros S.A.                    |         | Sim      |          |        | Também desenvolvedor de personagem  |
| 2002 | Mike's New Car                   |         | Sim      |          |        | Curta-metragem                      |
| 2004 | Os Incríveis                     |         | Sim      |          |        | Também desenvolvedor de personagem  |
| 2007 | Ratatouille                      |         | Sim      |          |        |                                     |
| 2008 | Bolt - Supercão                  |         | Sim      |          |        |                                     |
| 2010 | Enrolados                        |         | Sim      |          |        | Supervisor de animação              |
| 2012 | Paperman                         | Sim     |          | Sim      | George | Curta-metragem                      |
| 2012 | Detona Ralph                     |         | Sim      |          |        |                                     |
| 2013 | Frozen - Uma Aventura Congelante |         | Sim      |          |        |                                     |
| 2016 | June                             | Sim     |          |          |        |                                     |
| 2018 | Age of Sail                      | Sim     |          |          |        | Curta-metragem de realidade virtual |
| 2020 | A Caminho da Lua                 | Sim     |          |          |        | Codiretor com Glen Keane            |